# 新华区 (沧州市)
新华区是河北省沧州市市辖区。區人民政府駐建设北街街道维明路14号。

## 人口
根據第七次人口普查數據，截至2020年11月1日零時，新華區常住人口為253222人。

## 气候
属暖温带大陆性季风气候，年降水量500～700毫米，年均温13.4℃。

## 行政区划
新华区下辖5个街道办事处、1个乡：
建设北街街道、车站街道、南大街街道、东环中街街道、道东街道和小赵庄乡。